# Ophrys scolopax
L'ofride cornuta (Ophrys scolopax Cav., 1793) è una pianta erbacea appartenente alla famiglia delle Orchidacee.

## Descrizione

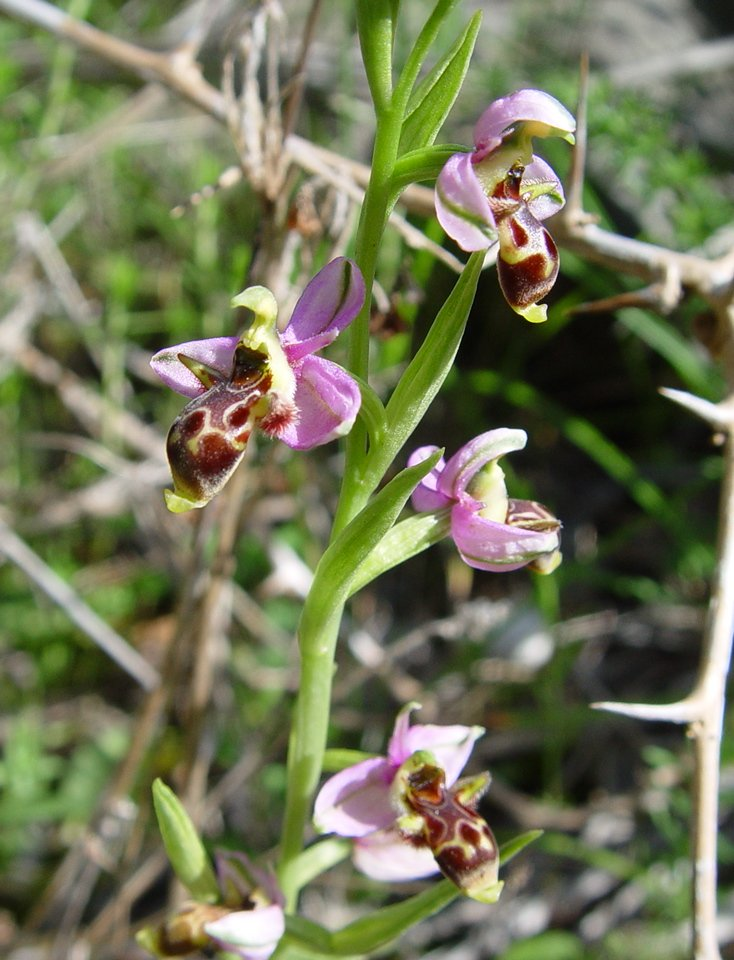
Il portamento

È una pianta erbacea alta 15-30 cm. La forma biologica è geofita bulbosa (G bulb), ossia è una pianta perenne che porta le gemme in posizione sotterranea. Durante la stagione avversa non presenta organi aerei e le gemme si trovano in organi sotterranei chiamati bulbi o tuberi, strutture di riserva che annualmente producono nuovi fusti, foglie e fiori. È un'orchidea terrestre in quanto contrariamente ad altre specie, non è “epifita”, ossia non vive a spese di altri vegetali di maggiori proporzioni.

### Radici
Le radici sono fascicolate e secondarie da bulbo e consistono in sottili fibre radicali posizionate nella parte superiore dei bulbi.

### Fusto
- Parte ipogea: la parte sotterranea del fusto è composta da due tuberi bulbosi a forma ovoidale; il primo svolge delle importanti funzioni di alimentazione, mentre il secondo raccoglie materiali nutritizi di riserva per lo sviluppo della pianta che si formerà nell'anno venturo.
- Parte epigea: la parte aerea del fusto è breve, semplice ed eretta. Il colore è verde.

### Foglie
Le foglie sono poche e soprattutto radicali (o in tutti i casi vicine alla base della pianta) a forma ovato-lanceolata, ad apice acuto ed a portamento a “doccia”. Sulla pagina fogliare sono presenti delle nervature parallele disposte longitudinalmente (foglie di tipo parallelinervie). Possono essere presenti anche alcune foglie cauline. Queste sono progressivamente più ridotte e amplessicauli.

### Infiorescenza
L'infiorescenza è “indefinita” (senza fiore apicale o politelica) del tipo spiciforme con pochi fiori (da 3 a 8) e ben spaziati. Questi ultimi sono posti alle ascelle di brattee a forma lineare-lanceolata con una scanalatura centrale; sono lunghe come o più dell'ovario. I fiori inoltre sono resupinati, ruotati sottosopra; in questo caso il labello è volto in basso.

### Fiore

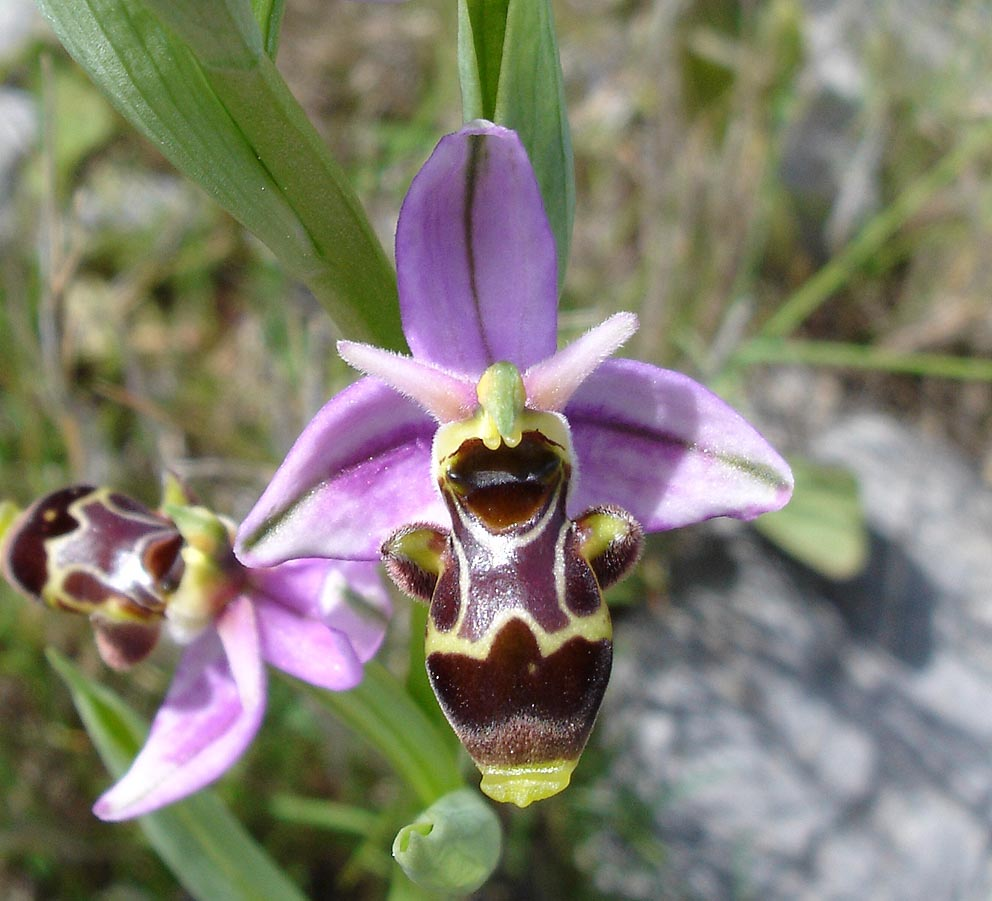
Il fiore

I fiori sono ermafroditi ed irregolarmente zigomorfi, pentaciclici (perigonio a 2 verticilli di tepali, 2 verticilli di stami (di cui uno solo fertile – essendo l'altro atrofizzato), 1 verticillo dello stilo). Dimensione del fiore: 20-25 mm.
- Formula fiorale: per queste piante viene indicata la seguente formula fiorale:

X, P 3+3, [A 1, G (3)], infero, capsula

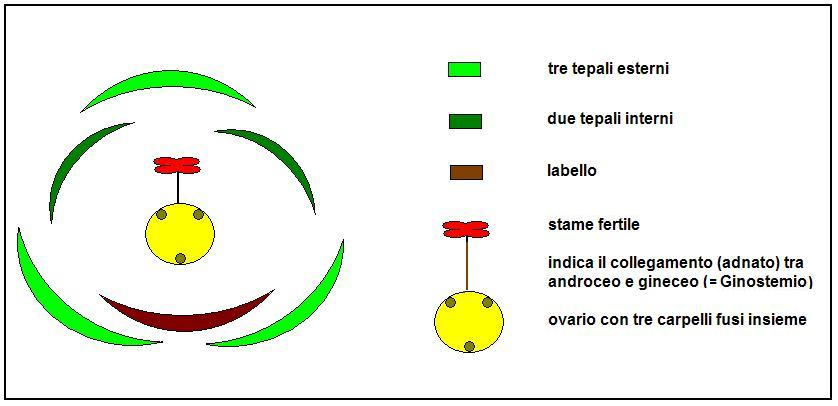
Diagramma fiorale

- Perigonio: il perigonio è composto da 2 verticilli con 3 tepali (o segmenti) ciascuno (3 interni e 3 esterni). I tepali esterni sono pubescenti e terminano con un apice ottuso. Sono patenti a forma ovata (vagamente triangolare); sono carenati. Quello mediano è più concavo e ricurvo in avanti. I due tepali interni (il terzo, quello centrale, chiamato labello, è molto diverso da tutti gli altri) sono più piccoli (metà di quelli esterni) a forma lanceolata (quasi auricolari) e molti più stretti, disposti in modo alternato a quelli esterni. Colore dei tepali esterni: rosato-biancastro oppure porporini con macchie centrali più scure. Colore dei tepali interni: quasi bianco; rosati o purpurei alla base.
- Labello: il labello (la parte più vistosa del fiore) è rigonfio (ma ristretto verso l'apice – visto dorsalmente) e pubescente. La forma è trilobata; in realtà i due lobi laterali sono quasi patenti e disposti alla base del labello stesso e non nella parte terminale come in altre specie; quest'ultima (la parte terminale) invece si completa con una protuberanza verdastra. Sono di colore verdastro anche le macchie di contorno al disegno centrale e parte dei lobi laterali. La forma dell'“H” (la macula centrale del labello) è appena riconoscibile. In questa specie non è presente lo sperone, sono presenti invece delle lievi gibbosità basali in corrispondenza dei due lobi laterali. Colore centrale del labello: bruno con macchia lucida più chiara al centro contornata da linee verdi o gialle. Lunghezza del labello: 10-14 mm. Lunghezza dei lobi laterali: 2-4 mm.
- Ginostemio: lo stame con le rispettive antere (in realtà si tratta di una sola antera fertile biloculare – a due logge) è concresciuto (o adnato) con lo stilo e lo stigma e forma una specie di organo colonnare chiamato "ginostemio"[5]. Quest'organo è posizionato all'interno-centro del fiore ed è di color verde. Il polline ha una consistenza gelatinosa; e si trova nelle due logge dell'antera, queste sono fornite di una ghiandola vischiosa (chiamata retinacolo). I pollinii sono inseriti su due retinacoli distinti tramite delle caudicole, mentre i retinacoli sono protetti da due borsicole[6]. L'ovario, sessile in posizione infera è formato da tre carpelli fusi insieme[2]. L'ovario non è contorto.
- Fioritura: da aprile a giugno.

### Frutti
Il frutto è una capsula. Al suo interno sono contenuti numerosi minutissimi semi piatti. Questi semi sono privi di endosperma e gli embrioni contenuti in essi sono poco differenziati in quanto formati da poche cellule. Queste piante vivono in stretta simbiosi con micorrize endotrofiche, questo significa che i semi possono svilupparsi solamente dopo essere infettati dalle spore di funghi micorrizici (infestazione di ife fungine). Questo meccanismo è necessario in quanto i semi da soli hanno poche sostanze di riserva per una germinazione in proprio.

## Biologia
La riproduzione di questa pianta può avvenire in due modi: 
- per via sessuata grazie all'impollinazione degli insetti pronubi; come per altre specie di Ophrys anche in questa l'impollinazione avviene tramite un ben definito maschio di imenottero del genere Andrena[8][9] che riconosce (o crede di riconoscere) nella figura disegnata sul labello una propria femmina e quindi tenta una copulazione col solo risultato di trasferire il polline da un individuo floreale all'altro. Anche il profumo (non sempre gradevole per noi umani) emesso dall'orchidea imita i ferormoni dell'insetto femmina per incitare ulteriormente l'insetto maschio all'accoppiamento. Oltre al genere citato è stato segnalato anche un altro genere di imenottero di insetto pronubo per questa specie di orchidea: Eucera[8].
Questo fiore è privo di nettare per cui a impollinazione avvenuta l'insetto non ottiene nessuna ricompensa; questa specie può quindi essere classificata tra i “fiori ingannevoli”la germinazione dei semi è tuttavia condizionata dalla presenza di funghi specifici (i semi sono privi di albume – vedi sopra). La disseminazione è di tipo anemocora.
- per via vegetativa in quanto uno dei due bulbi possiede la funzione vegetativa per cui può emettere gemme avventizie capaci di generare nuovi individui (l'altro bulbo generalmente è di riserva).

## Distribuzione e habitat
Questa specie ha un areale stenomediterraneo, essendo diffusa sulla costa nordafricana, nella penisola iberica (Massiccio Centrale e Pirenei), nella Francia meridionale (Alpi francesi), nella penisola balcanica, in Asia minore e in medio Oriente sino all'Iran.
In Italia è certamente presente nelle isole di Pantelleria e Lampedusa e in Sardegna, dubbia la presenza in Liguria e in provincia di Cuneo.
L'habitat di questa orchidea sono i prati aridi e le garighe; ma anche i luoghi pietrosi. Il substrato preferito è calcareo con pH basico, medi valori nutrizionali del terreno che deve essere un po' secco.

### Fitosociologia
Dal punto di vista fitosociologico la specie di questa voce appartiene alla seguente comunità vegetale:
Formazione: delle comunità a emicriptofite e camefite delle praterie rase magre secche.
Classe: Festuco-Brometea
Ordine: Brometalia erecti

## Tassonomia
Il numero cromosomico di O. scolopax è: 2n = 36

### Sottospecie
Sono note le seguenti sottospecie:

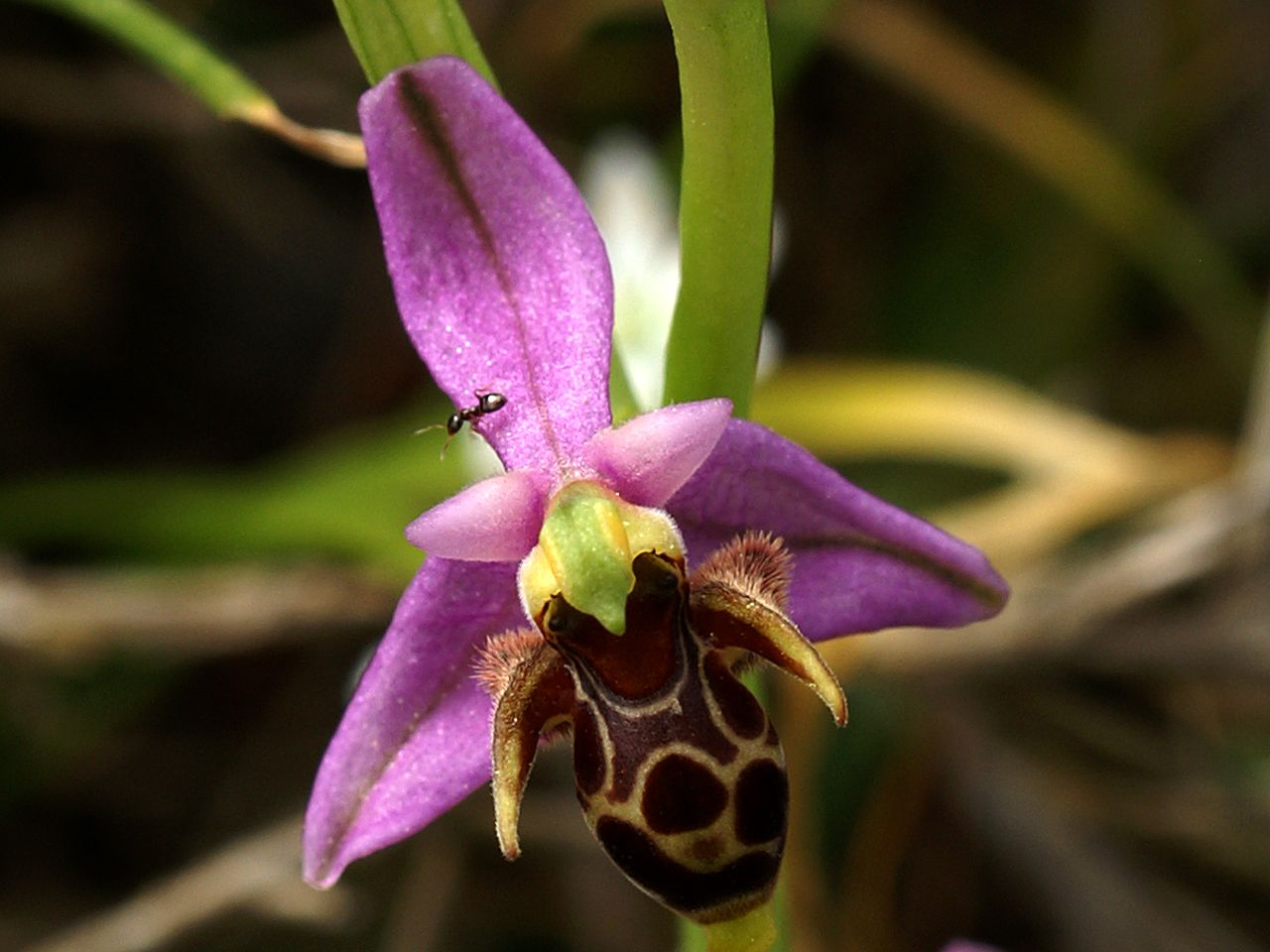
subsp. cornuta

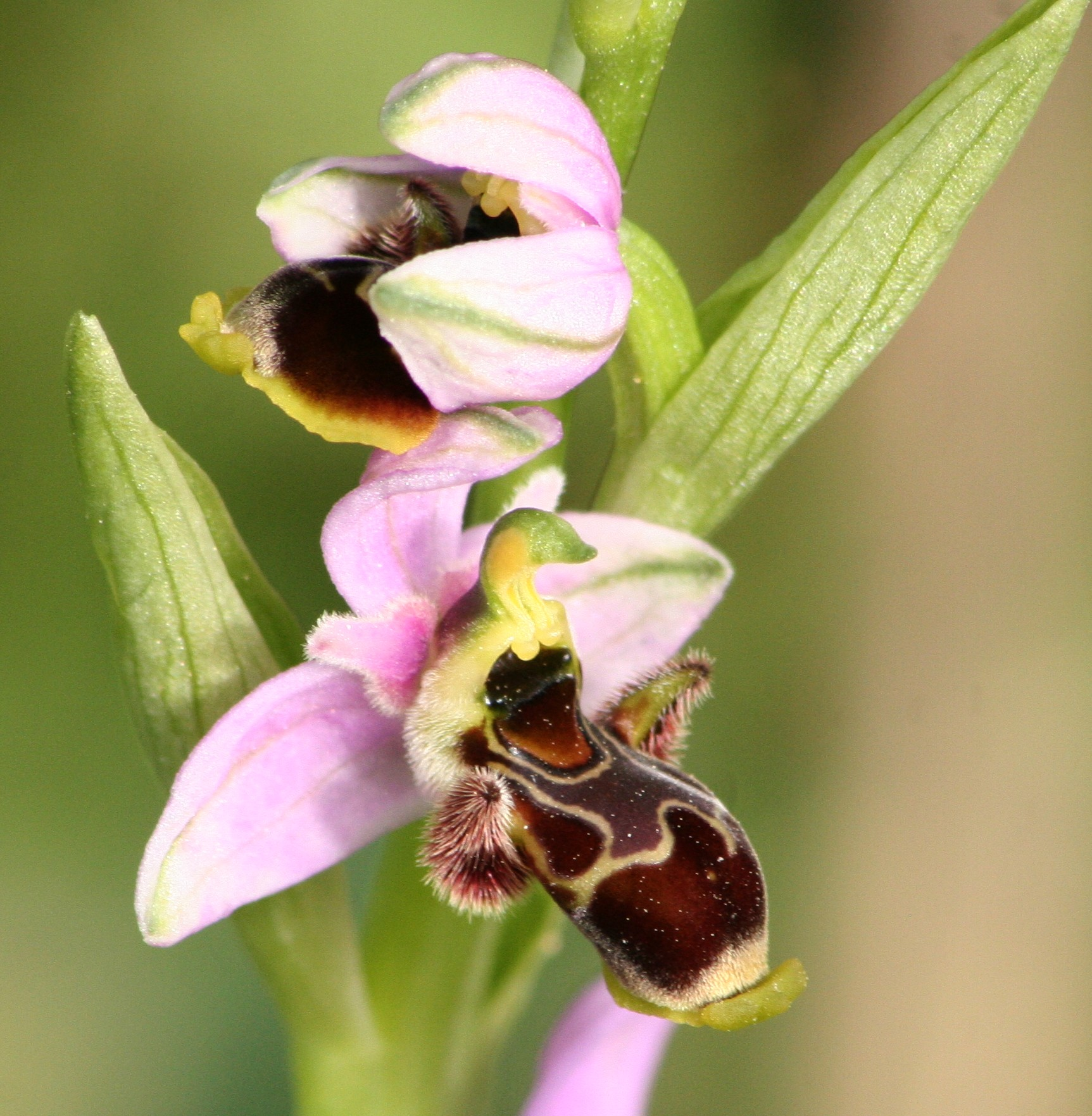
subsp. apiformis

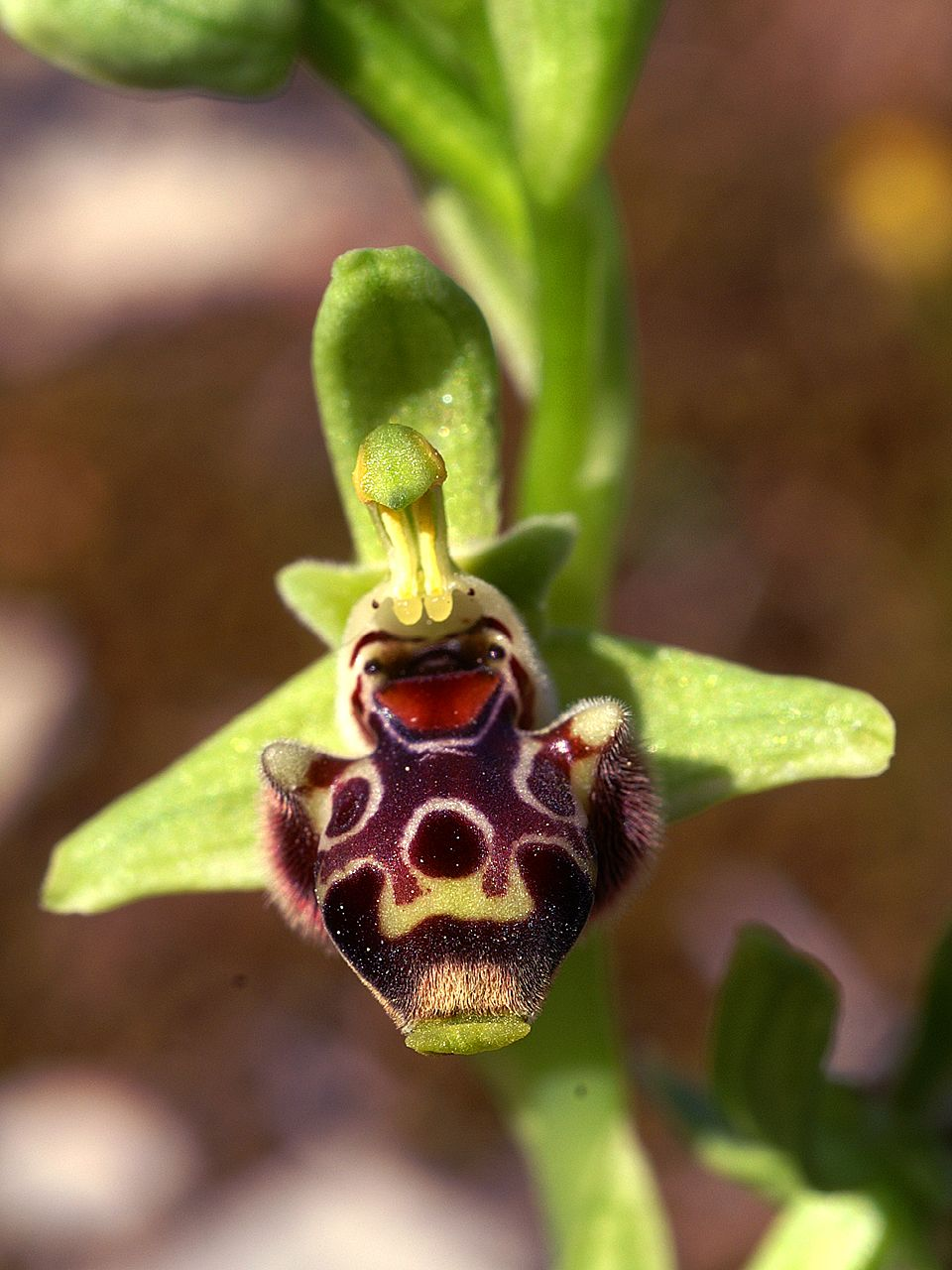
subsp. rhodia

- Ophrys scolopax subsp. scolopax: è la sottospecie nominale, diffusa in Nordafrica, nella penisola iberica e nella Francia meridionale; in Italia è certamente presente nelle isole di Pantelleria e Lampedusa, dubbia la presenza in Liguria e in provincia di Cuneo.
- Ophrys scolopax subsp. apiformis (Desf.) Maire & Weiller
- Ophrys scolopax subsp. conradiae (Melki & Deschâtres) H.Baumann, Giotta, Künkele, R.Lorenz & Piccitto
- Ophrys scolopax subsp. cornuta (Steven) E.G.Camus
- Ophrys scolopax subsp. heldreichii (Schltr.) E.Nelson: i fiori sono più grandi con un labello di 14 – 15 mm; le gibbosità laterali sono brevi.
- Ophrys scolopax subsp. isaura (Renz & Taubenheim) H.A.Pedersen & P.J.Cribb
- Ophrys scolopax subsp. philippi (Gren.) H.A.Pedersen & P.J.Cribb
- Ophrys scolopax subsp. phrygia (H.Fleischm. & Bornm.) H.A.Pedersen & P.J.Cribb
- Ophrys scolopax subsp. rhodia (H.Baumann & Künkele) H.A.Pedersen & Faurh.

### Ibridi
Questa specie da frequentemente luogo ad ibridi interspecifici tra i quali: 
- Ophrys × bastianii R. Soca (1995) – Ibrido con O. bertolonii
- Ophrys × bernardii van Looken (1987) – Ibrido con O. sphegodes subsp. aveyronensis
- Ophrys × duvigneaudiana P. & C. Delforge (1987) – Ibrido con O. araneola
- Ophrys × llenasii Sennen ex E.G.Camus in E.G.Camus & A.A.Camus (1928) – Ibrido con O. sphegodes subsp. atrata
- Ophrys × minuticauda Duffort – Ibrido con O. apifera
- Ophrys × montserratensis Cadevall – Ibrido con O. crabronifera
- Ophrys × nelsonii Contré & Delamain – Ibrido con O. insectifera
- Ophrys × olbiensis E.G.Camus – Ibrido con O. bombyliflora
- Ophrys × peltieri Maire – Ibrido con O. tenthredinifera
- Ophrys × samuelii Soca, 1997 - Ibrido con O. bertolonii drumana
- Ophrys × vicina Duffort – Ibrido con O. holosericea

### Specie simili
Tutte le orchidee del genere Ophrys ad una prima occhiata sono molto simili tra di loro. L'elemento più distintivo è il disegno del labello. In questo caso sono molte le specie (e sottospecie) con una macula simile ad una H. Qui di seguito citiamo alcune: 
- Ophrys apifera Huds., 1762
- Ophrys araneola Rchb., 1831
- Ophrys incubacea Bianca ex Tod., 1842
- Ophrys passionis Sennen ex Devillers-Tersch. & Devillers, 1994
- Ophrys sphegodes Mill., 1768 (tutto il gruppo)

Per approfondire le diversità morfologiche tra le varie specie si vedano le relative voci di questa enciclopedia.